# Selenarctia schausi
Selenarctia schausi là một loài bướm đêm thuộc phân họ Arctiinae, họ Erebidae.